# Manchete FC do Recife
Manchete FC do Recife is een Braziliaanse voetbalclub uit Recife in de provincie Pernambuco.

## Geschiedenis
De club werd in 1950 opgericht als AA das Vovozinhas. In 1966 werd het een profclub onder de naam AA Santo Amaro. De club speelde tot 1993 in de hoogste klasse van het Campeonato Pernambucano, met uitzondering van de seizoenen 1971 en 1977. De club speelde in de schaduw van de drie succesvollere stadsrivalen. In 1981 nam de club wel deel aan de nationale Série C en wist daar de finale te halen die ze verloren van Olaria.
In 1994 werd de club verkocht om financiële redenen en werd zo AA Casa Caiada. Na één seizoen degradeerde de club uit de hoogste klasse. In 1996 werd de naam Recife FC. In 1997 speelde de club terug in de hoogste klasse. In 2004 werd de huidige naam aangenomen en in 2005 speelde de club voor het laatst in de hoogste klasse. 